# Dálkové ovládání

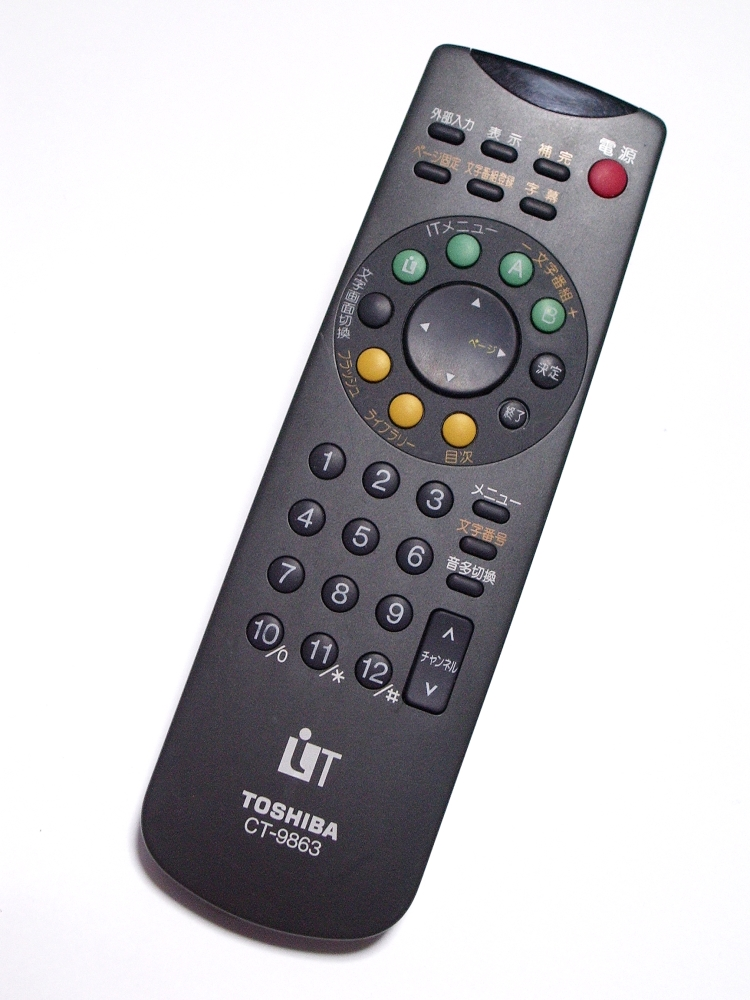
Dálkový ovladač televizoru

Dálkové ovládání je nástroj, který umožňuje řídit některé činnosti nějakého zařízení z místa různě vzdáleného od něj (podle použité technologie přenosu informací). Většinou se jako dálkové ovládání označuje jeho vysílací část – dálkový ovladač. Přijímací část je většinou součástí ovládaného přístroje, je v něm zabudována. 
Používá se například u spotřební elektroniky, signalizačních a zabezpečovacích zařízení, kamer, zbraní, vozidel (autíčka – hračky, sekaček a jiných strojů pro práci v rizikovém terénu), letadel (dron) atd. Formou dálkového ovládání je i například tlačítko přivolávače výtahu, otevírače dveří nebo mechanické ovládání výhybek, jeřábů, signalizačních zařízení atd. pomocí táhel, drátovodu apod. 
V historii se používalo ovládání po elektrickém kabelu, viditelným světlem, ultrazvukem a nyní se používá infračervené záření. Také může být použit mechanický přenos (např. bowden) nebo rádiové vlny (Bluetooth).
V případě elektronického dálkového ovládání musí mít obě části ovládání zdroj elektrické energie. U vysílače se používají elektrické baterie, přijímač je uvnitř přístroje napájen z elektrické sítě přes hlavní zdroj, nebo samostatným transformátorem. K tomu, aby bylo možné přístroj zapnout dálkovým ovladačem, musí být v takzvaném pohotovostním stavu (standby), při tom ale spotřebovává energii (napájení procesoru, svítící dioda nebo displej, ztráty v měniči napětí).